# Fagstein
Le Fagstein est une montagne culminant à 2 164 mètres d'altitude dans le massif des Alpes de Berchtesgaden, dans le chaînon des monts de Hagen. Il se situe dans le parc national de Berchtesgaden, à 800 m au nord-ouest de la frontière entre l'Allemagne et l'Autriche.
On peut atteindre le sommet du sud par les alpages des Hohe Roßfelder, du nord-est par le Rothspielscheibe ou par les pentes au sud-est sans sentier entre le Seeleinsee et le Schneibstein. À l'ouest et au nord-ouest du Fagstein, les falaises sont escarpées.